# Franz-Josef Rehrl
Franz-Josef Rehrl (* 15. März 1993 in Schladming) ist ein österreichischer Nordischer Kombinierer.

## Werdegang

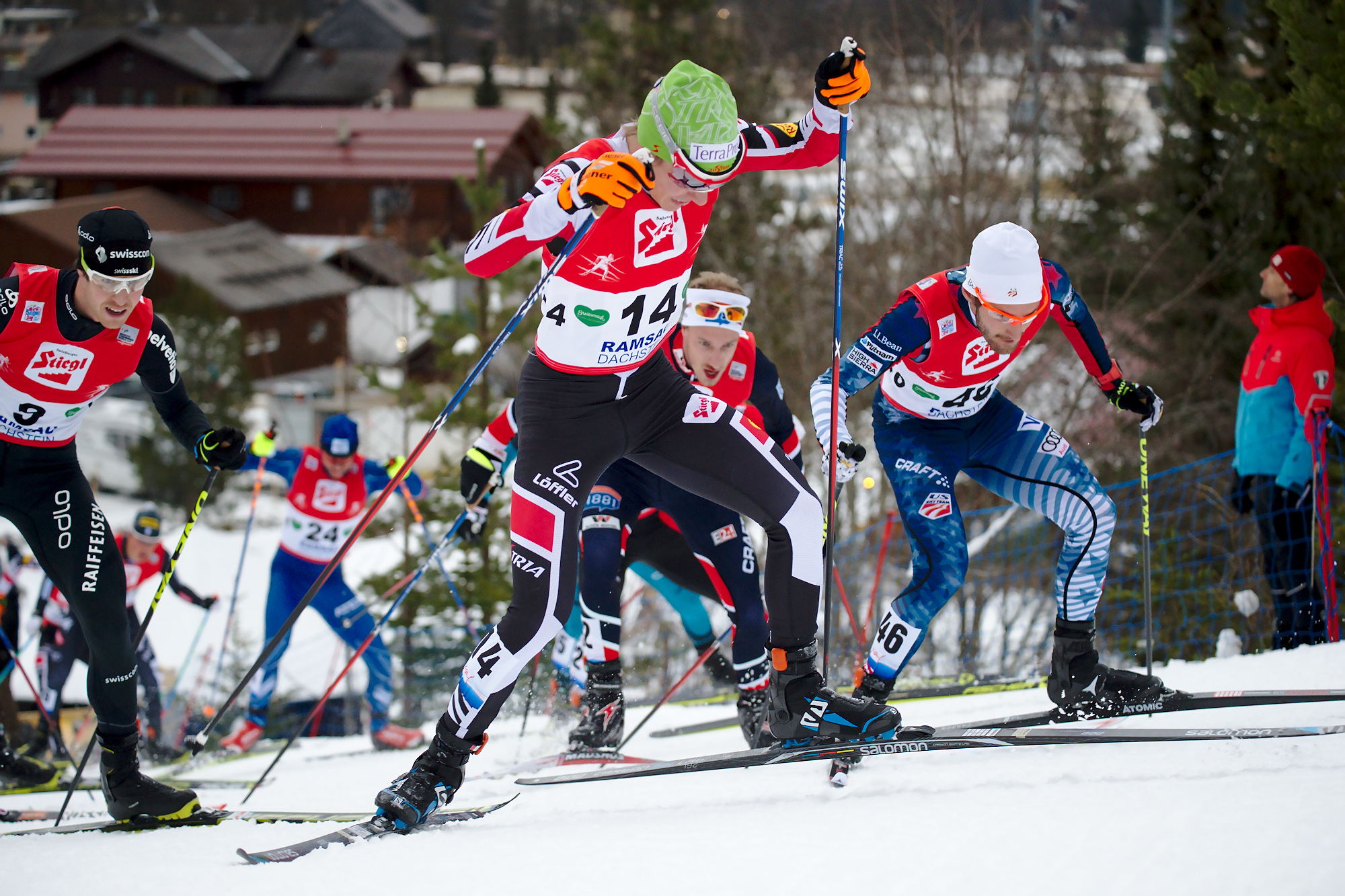
Rehrl in der Ramsau 2016

Rehrl, der für WSV Ramsau-Steiermark startet, gab sein internationales Debüt im Rahmen der Nordischen Skispiele der OPA 2008 im französischen Bois-d’Amont. Dabei verpasste er als Vierter im Schülerwettkampf nur knapp die Medaillenränge. Nachdem er in den folgenden Monaten regelmäßig im Alpencup gestartet war, gewann er bei den Nordischen Skispielen der OPA 2009 in Baiersbronn die Silbermedaille mit der Staffel. Ende Jänner 2010 debütierte Rehrl in Bischofshofen im Continental Cup und konnte als Neunter auf Anhieb die Punkteränge erreichen. Wenige Tage später ging er bei den Juniorenweltmeisterschaften 2010 in Hinterzarten an den Start, wo er sich jedoch bei beiden Einzelwettbewerben als auch mit dem Team nur im Mittelfeld platzieren konnte.
Rehrl erzielte bei seinem zweiten Einsatz im Continental Cup im Jänner 2011 in Klingenthal mit Rang drei seine erste Podiumsplatzierung und gab im Dezember desselben Jahres in der Ramsau sein Debüt im Weltcup. Dort belegte er die Plätze 49 und 41. Bei den Juniorenweltmeisterschaften 2012 in Erzurum wurde Rehrl mit dem österreichischen Team Junioren-Weltmeister. Auch im darauffolgenden Jahr war er bei den Juniorenweltmeisterschaften 2013 erfolgreich, als er in Liberec die Silbermedaille mit dem Team gewann. Sowohl im Sprint als Fünfter als auch im Gundersen-Wettbewerb über zehn Kilometer als Sechster zeigte er im Einzel eine starke Leistung. Kurz darauf erzielte er in Almaty mit Rang 27 seine ersten Weltcuppunkte. Im August 2014 erreichte Rehrl erstmals die Punkteränge im Grand Prix, wo er unter anderem Neunter in Villach wurde. Im März 2015 erreichte er in Tschaikowski mit Rang drei seine zweite Podiumsplatzierung im Continental Cup. In der folgenden Saison erzielte er in dieser Serie mit Rang drei in Soldier Hollow, Platz zwei und einem Sieg in Høydalsmo sowie Platz zwei in Pyeongchang weitere Podestplatzierungen. Beim Weltcup in Lahti im Februar 2016 wurde Rehrl im Teamsprint an der Seite von Philipp Orter Dritter.
In der Weltcup-Saison 2016/17 erreichte Rehrl konstant die Punkteränge. Seine besten Einzelergebnisse des Winters stellten die siebten Plätze in Lahti und Chaux-Neuve dar. In der Gesamtwertung belegte Rehrl den neunzehnten Rang. Der Sommer 2017 verlief für Rehrl nicht zufriedenstellend, da er bei seinen vier Teilnahmen keine Punkte gewinnen konnte. Auch zu Beginn des Weltcups 2017/18 tat sich Rehrl zunächst schwer, erreichte jedoch immerhin die besten Dreißig. Dennoch trat er Anfang Jänner 2018 erneut im Continental Cup in Klingenthal an, wo er neben zwei vierten Rängen einen Sieg feiern konnte. In den folgenden Monaten war Rehrl erneut Teil des Weltcup-Teams. Nachdem er sogar Platzierungen unter den besten Zehn erzielen konnte, wurde Rehrl für die Olympischen Winterspiele 2018 in Pyeongchang nominiert. Dort kam er allerdings nur im Gundersen Einzel von der Normalschanze zum Einsatz, als er mit Erreichen des dreizehnten Ranges zweitbester Österreicher wurde. Die Saison schloss er als Achtzehnter ab.
Seinen endgültigen Durchbruch schaffte Rehrl in der Saison 2018/19. Bereits in den Sommer 2018 startete er gemeinsam mit Mario Seidl mit dem Gewinn des Teamsprints in Oberwiesenthal. Auch im Einzel gelang ihm als Zweiter in Villach erstmals der Sprung aufs Podium im Grand Prix, sodass er als Achter in der Gesamtwertung als Hoffnungsträger für das österreichische Team im Winter fungierte. Bereits am zweiten Weltcup-Wochenende in Lillehammer lief er auf das Podest. Seinen ersten Weltcup-Sieg feierte Rehrl Mitte Jänner 2019 im Rahmen des Nordic Combined Triples in Chaux-Neuve. Als Mitfavorit reiste er zu den Nordischen Skiweltmeisterschaften 2019 im heimischen Seefeld. Dieser Rolle konnte er gerecht werden. Bereits beim Gundersen Einzel von der Bergiselschanze in Innsbruck und über zehn Kilometer gewann er die Bronzemedaille, womit er die erste ÖSV-Medaille bei der Heim-WM holte. Gemeinsam mit Bernhard Gruber konnte er auch im Teamsprint von der Großschanze Dritter werden, wohingegen er im Einzelwettkampf von der Normalschanze als Vierter eine weitere Medaille knapp verpasste. Diese konnte er beim abschließenden Teamwettkampf zusammen mit Gruber, Seidl und Lukas Klapfer gewinnen, als er mit Erreichen des dritten Platzes seine dritte Bronzemedaille gewann. Auch in der Weltcup-Gesamtwertung fand sich Rehrl als Dritter mit 841 Punkten auf dem Podest wieder.
Im Sommer 2019 gewann Rehrl zwei Grand-Prix-Wettbewerbe und konnte schließlich auch die Grand-Prix-Gesamtwertung mit 415 Punkten gewinnen. Nachdem er sich beim Weltcup-Rennen in Trondheim Mitte Februar 2020 eine starke Rippenprellung zuzog, beendete er seine Saison vorzeitig. Sein bestes Saisonergebnis war der dritte Rang in Oberstdorf, wohingegen er bei den restlichen Wettkämpfen aufgrund einer schwächeren Laufform meist keine Chance auf das Podest hatte.
Bei einem Sturz im provisorischen Wettkampfdurchgang des Weltcup-Rennens Mitte Dezember 2020 in der Ramsau zog sich Rehrl einen Riss des vorderen Kreuzbandes im rechten Knie zu, womit er für die restliche Saison ausfiel.

## Persönliches
Rehrl besuchte vier Jahre lang die Volksschule in der Ramsau, ehe er weitere vier Jahre in der Skihauptschule in Schladming verbrachte. Weitere fünf Jahre war er Schüler im Internat für Schisportler in Stams. Anschließend gehörte er vier Jahre lang dem Bundesheer am Stützpunkt Rif an. Seit 2018 lässt sich Rehrl bei der Polizei ausbilden.
Rehrl hat mit Marlene (* 1989) und Eva-Maria (* 1999) zwei Schwestern.
Neben seinem sportlichen Werdegang hat Rehrl eine Ausbildung zum Fluglehrerassistent im Paragleiten abgeschlossen.

## Erfolge

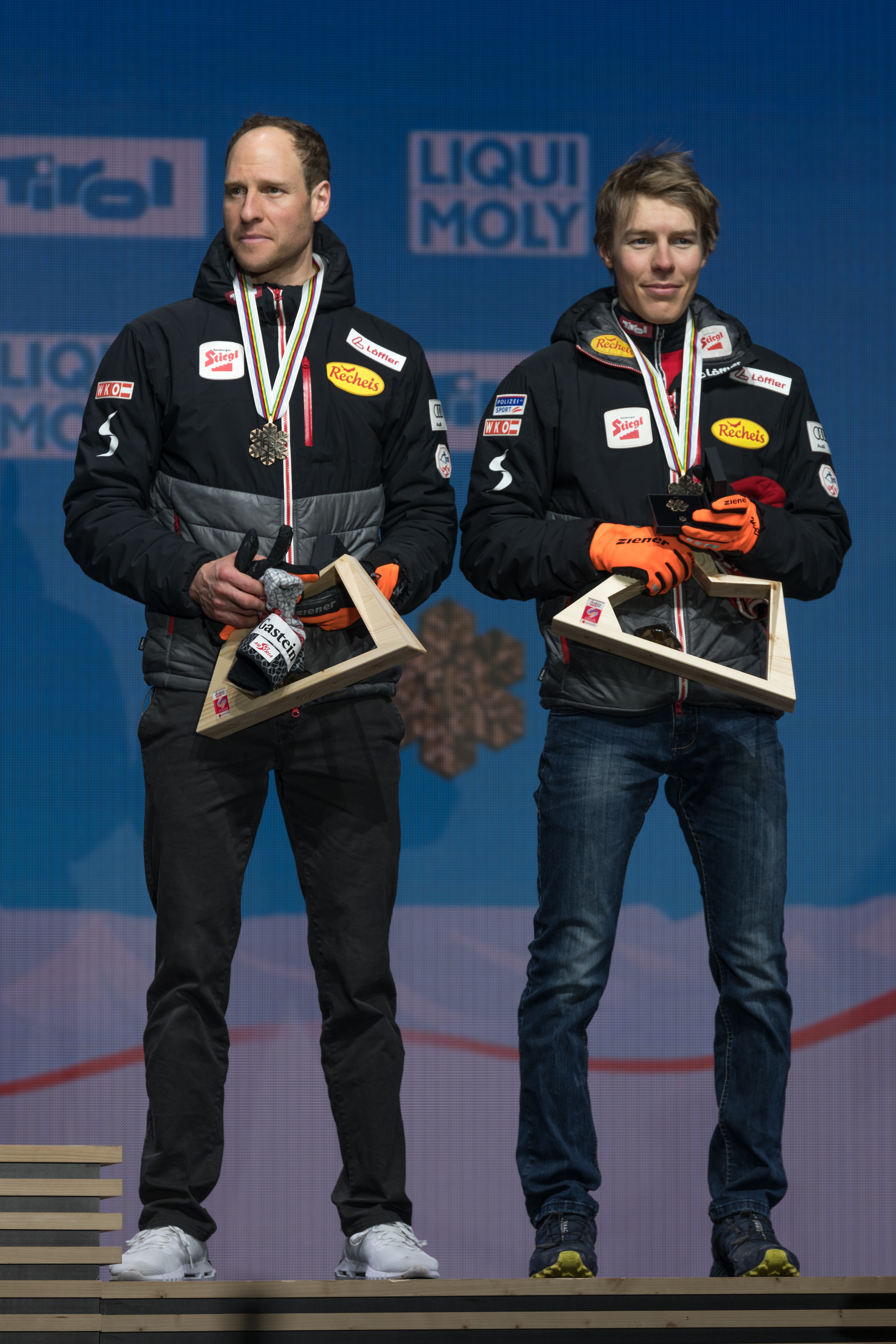
Rehrl (rechts) gemeinsam mit Gruber bei der Siegerehrung in Seefeld 2019

### Medaillen
Weltmeisterschaften
- 2019 in Seefeld: Bronze Einzel Großschanze, Bronze Teamsprint, Bronze Team

Junioren-Weltmeisterschaften
- 2012 in Erzurum: Gold Team
- 2013 in Liberec: Silber Team

Österreichische Meisterschaften
- 2016 in Eisenerz und Bischofshofen: Gold Normalschanze, Bronze Großschanze
- 2018 in Hinzenbach und Bischofshofen: Bronze Normalschanze, Silber Großschanze
- 2019 in Tschagguns: Bronze Normalschanze
- 2020 in Eisenerz und Bischofshofen: Gold Normalschanze, Bronze Großschanze

### Weltcup-Siege im Einzel
| Nr. | Datum           | Ort         | Disziplin               |
| --- | --------------- | ----------- | ----------------------- |
| 1.  | 18. Januar 2019 | Chaux-Neuve | Gundersen Großschanze 1 |
| 2.  | 19. Januar 2019 | Chaux-Neuve | Gundersen Großschanze 1 |

### Grand-Prix-Siege im Einzel
| Nr. | Datum           | Ort         | Disziplin               |
| --- | --------------- | ----------- | ----------------------- |
| 1.  | 28. August 2019 | Klingenthal | Massenstart Großschanze |
| 2.  | 31. August 2019 | Oberhof     | Gundersen Normalschanze |
| 3.  | 31. August 2022 | Oberstdorf  | Gundersen Großschanze   |

### Grand-Prix-Siege mit dem Team
| Nr. | Datum           | Ort            | Disziplin    |
| --- | --------------- | -------------- | ------------ |
| 1.  | 18. August 2018 | Oberwiesenthal | Teamsprint 1 |

### Continental-Cup-Siege im Einzel
| Nr. | Datum           | Ort         | Disziplin               |
| --- | --------------- | ----------- | ----------------------- |
| 1.  | 10. Jänner 2016 | Høydalsmo   | Gundersen Normalschanze |
| 2.  | 6. Jänner 2018  | Klingenthal | Gundersen Großschanze   |

## Statistik

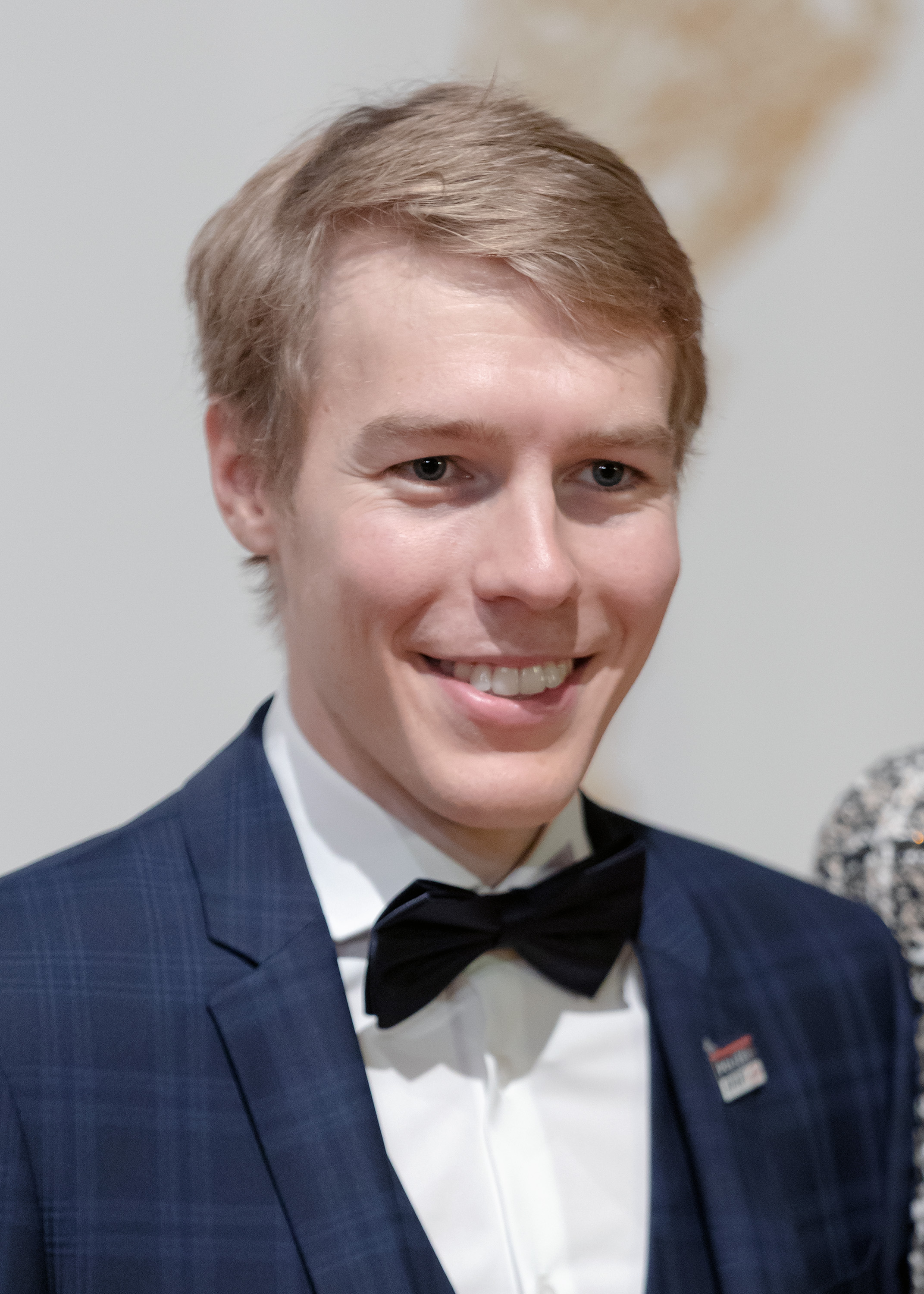
Rehrl bei der Sporthilfe-Gala 2019

### Platzierungen bei Olympischen Winterspielen
| Jahr und Ort     | Wettbewerb   | Wettbewerb   | Wettbewerb |
| Jahr und Ort     | Gundersen NS | Gundersen GS | Team       |
| ---------------- | ------------ | ------------ | ---------- |
| 2018 Pyeongchang | 13.          | —            | —          |
| 2022 Peking      | 09.          | 11.          | 04.        |

### Platzierungen bei Weltmeisterschaften
| Jahr und Ort | Wettbewerb   | Wettbewerb   | Wettbewerb | Wettbewerb | Wettbewerb |
| Jahr und Ort | Gundersen NS | Gundersen GS | Team       | Teamsprint | Mixed-Team |
| ------------ | ------------ | ------------ | ---------- | ---------- | ---------- |
| 2019 Seefeld | 04.          | 03.          | 03.        | 03.        | —          |
| 2023 Planica | 03.          | —            | —          | —          | —          |

### Weltcup-Platzierungen
| Saison  | Platz | Punkte |
| ------- | ----- | ------ |
| 2012/13 | 64.   | 06     |
| 2013/14 | 70.   | 011    |
| 2015/16 | 32.   | 102    |
| 2016/17 | 19.   | 294    |
| 2017/18 | 18.   | 278    |
| 2018/19 | 03.   | 841    |
| 2019/20 | 13.   | 369    |
| 2020/21 | 26.   | 094    |
| 2021/22 | 17.   | 390    |
| 2022/23 | 06.   | 704    |

### Grand-Prix-Platzierungen
| Saison | Platz | Punkte |
| ------ | ----- | ------ |
| 2014   | 24.   | 038    |
| 2015   | 28.   | 020    |
| 2016   | 12.   | 087    |
| 2018   | 08.   | 167    |
| 2019   | 01.   | 415    |
| 2022   | 02.   | 187    |

### Continental-Cup-Platzierungen
| Saison  | Platz | Punkte |
| ------- | ----- | ------ |
| 2009/10 | 72.   | 029    |
| 2010/11 | 42.   | 114    |
| 2011/12 | 57.   | 055    |
| 2012/13 | 31.   | 114    |
| 2014/15 | 06.   | 425    |
| 2015/16 | 05.   | 496    |
| 2017/18 | 19.   | 200    |

## Auszeichnungen
- 2019: Steirischer Sportler des Jahres[5]